# پیل‌ماهی‌ها
پیل‌ماهی‌ها (نام علمی: Mormyrinae) نام یک زیرخانواده از تیره پیل‌ماهیان است.